# I. Inge norvég király
I. Inge Haraldsson vagy Púpos Inge (1135 – 1161. február 3.) norvég király 1136-tól haláláig; édesapjának törvénytelen fiaival szemben érvényesítette örökösödési jogát, és a norvég belháborúk második szakaszában a főnemesesség és az egyház érdekeit képviselte.
IV. Harald egyetlen törvényes fia volt, és apja halála után – még csecsemőként – mostohafivérével, II. Sigurddal megosztva örökölte a királyságot. A testvérek ezután egyesült erővel legyőzték a két trónkövetelő, Sigurd Slembi és Vak Magnus, a volt uralkodó egyesült seregeit. 1142-ben szövetséget kötöttek Eysteinnel, aki ugyancsak IV. Harald fiának vallotta magát, és megkapta a királyság egyharmadát. Minthogy azonban Ingét erős szálak fűzték a főnemességhez és a papsághoz, hamarosan az ő kezében összpontosult a hatalom.
Inge 1150-ben Bergenbe gyűlésre hívta össze a világi és egyházi vezetőket, és bejelentette, hogy 1152-ben Nidarosban (ma Trondheim) Nicholas Breakspear angol bíboros (a későbbi IV. Adorján pápa) érsekséget alapít. Ez öt norvég egyházmegyét foglalt magába, továbbá hat norvég kolóniát, amelyek addig a dániai Lund érsekségének fennhatósága alá tartoztak. 
A király féltestvére, II. Sigurd és II. Eystein 1155-ben összeesküvést szőttek, hogy megfosszák fivérüket a hatalomtól, de ezután az uralkodó hívei meggyilkolták őket. Inge 1157 és 1161 között Haakonnal, II. Sigurd egyik törvénytelen fiával folytatott trónharcot, aki később II. Haakon néven lett király. Ekkor a küzdelem lényegében az Inge mellé álló nemesség és a Haakont támogató szabad parasztok és kisbirtokosok  között folyt. Ingét végül is legyőzték és megölték.

## Egyéb
A Heimskringla szerint Inge hullámos, szőke hajú, alacsony, púpos, de ugyanakkor vidám és barátságos király volt, akit szeretett a népe.

## Gyermekei
Inge felesége/szeretője nem ismert, de tény az, hogy a király két fiút hagyott maga után:
- Harald Ingesson[3] (? – 1184)
- Jon Kuflung Ingesson[3] (? – 1188)